# 東國通鑑

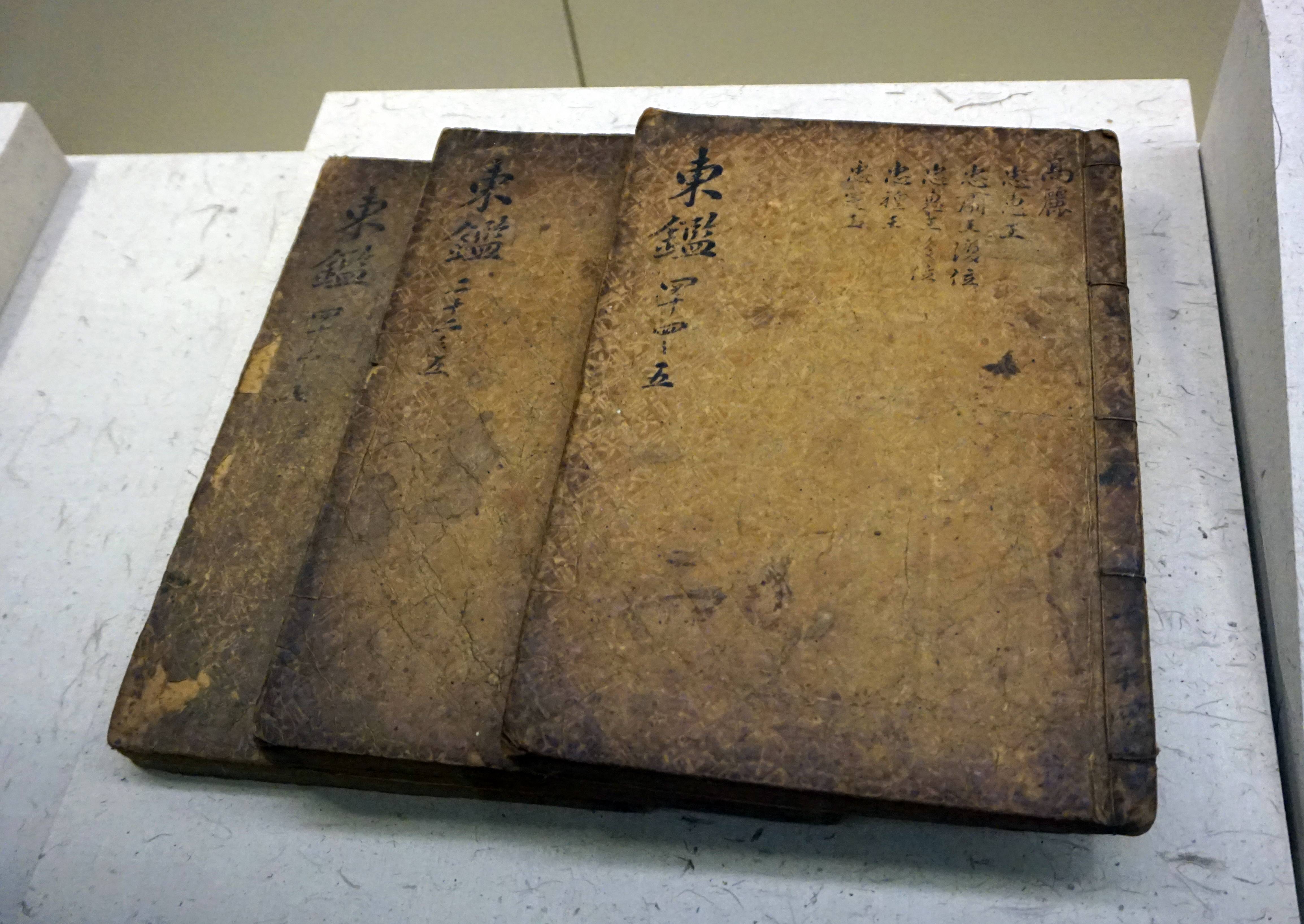
《东国通鉴》。韩国国立中央博物馆藏。

《東國通鑑》是一部朝鮮王朝時期官方編寫的漢文編年體歷史書，成書於15世紀。這部書籍由徐居正、鄭孝恆等學者，奉朝鮮成宗之命編撰。1446年開始編寫，1485年9月4日完成。
《東國通鑑》是朝鮮半島歷史上第一部通史，記載了上自檀君朝鮮、下自高麗王朝末期的歷史。這部史書第一次將檀君建立古朝鮮的年代定位在公元前2333年，此後，大韓帝國所創造的檀君紀元也以此年份為元年。

## 外部連結
東國通鑑 - 国立国会図書館デジタルコレクション （页面存档备份，存于）
1. ↑  .   [2025-01-20]. （原始内容存档于2025-02-17）.